# Немања Радуловић
Немања Радуловић (Ниш, 18. октобар 1985) је српскo-француски виолиниста.

## Биографија
Немања Радуловић је рођен 1985. године у Нишу. До одласка на студије у иностранство био је ученик Дејана Михаиловића, одржао стотине концерата, освојио бројна признања међу којима Октобарску награду Београда за стваралаштво младих (1996) и Награду Таленти године Министарства просвете (1997), а на међународној сцени – прве и специјалне награде у Стрези (1995), у Чешкој (Јан Коцијан, 1996), у Литванији (Балис Дварионас, 1997), Пољској (Вијењавски-Липински, 1997) и Француској (Јехуди Мењухин, 1998).
Године 1998. започео је студије на Високој школи за музику у Сарбрикену, у класи Џошуе Епштајна, а од 1999. студира и на Факултету музичке уметности у Београду у класи Дејана Михаиловића. Са 14 година, септембра 2000, примљен је на Високи национални конзерваторијум за музику у Паризу у класу Патриса Фонтанарозе. Учествовао је и на мајсторским курсевима Јехудија Мењухина, Џошуе Епштајна и Дејана Михаиловића. Студије је наставио у Немачкој, на Сарској високој школи за музику и позориште у Сарбрикену. Редовно похађа постдипломске студије код Салватореа Акарда на Академији Валтер Штауфер у Кремони (Италија).
На конкурсу Антонио Страдиваријус у Италији 2001. освојио је Другу награду – те године највишу додељену награду. Исте године тријумфовао је на конкурсу Жорж Енеску у Букурешту поневши Прву и две специјалне награде жирија. На Међународном такмичењу Јозеф Јоаким у Немачкој 2003. освојио је Прву награду, а јануара 2005. освојио је високу француску награду у области музике, Виктоар де ла музик (Музички победници), у категорији Интернационално откриће године.
На реситалима, Немања Радуловић наступа са харфисткињом Маријел Нордман, и пијанистима Сузан Манов, Домиником Планкадом и Лором Фавр-Кан. До сада је одржао преко 900 концерата и снимао за радио и телевизијске станице. Наступао је са многим оркестрима, како у Србији и Црној Гори, тако и у Румунији, Чешкој Републици, Словачкој, Италији, Немачкој, Аустрији, Швајцарској, Литванији, Пољској, Естонији, Украјини, Кини, Кореји, Јапану, на Филипинима, на Тајланду, а у Француској са Националним оркестром Ил-д-Франс, Канским оркестром, Националним оркестром Лила, под управом диригената као што су Еиђи Оуе, Даисуке Сога, Кристијан Мандеал, Филип Бентер, Венсан Барт... Такође је сарађивао са познатим уметницима као што су Најџел Кенеди, Патрис Фонтанароза, Еманијел Бертран, Ан Куфелек, Ролан Пиду, квартети Илико, Дебиси, Псофос.
Представио се у знаменитим концертним дворанама какве су Тонхалесал у Цириху, Театр д' шанзелизе и Театр могадор у Паризу, Симфонијска дворана у Осаки. Наступао је на многим фестивалима у Француској, као што су Фланри музикал у Ремсу, фестивали у Везеру, Авињону, Перигор Нуару, Фестивал Француског радија у Монпељеу, као и многи други фестивали у Европи и Азији (Жорж Енеску у Букурешту, БЕМУС итд). У сезони 2006/7. Немања Радуловић наступа у оквиру циклуса Звезде у успону у најугледнијим европским концертним дворанама (Концертгебау у Амстердаму, Мегарон у Атини, Сите д' ла музик у Паризу, Пале д' бозар у Бриселу, Филхармонија у Келну итд.), као и у Карнеги холу у Њујорку.
Немања Радуловић свира на виолини Ђованија Батисте Гвадањинија из 1765. године, која је у власништву Фриц Беренс штифтунга из Хановера (Немачка).
Немања Радуловић је одржао праизвођења концертантних дела аргентинског композитора Естебана Бензекрија 2006, 2008. и 2009. године.
Увршћен је у „Енциклопедију националне дијаспоре”, коју уређује Иван Калаузовић Иванус.

## Награде
- 1996 – Октобарска награда града Београда
- 1997 – „Таленат године“, Министарство просвете Србије
- 1998 – Пета награда, Међународно такмичење виолина, „Родолфо Прице Липизер“
- 2001 – Победник Страдиваријусовог такмичења виолина, Кремона, Италија
- 2001 – 1. награда и победник међународног такмичења Енеску, специјална награда за интерпретацију 3. Енескуове сонате. Букурешт, Румунија

## Дискографија
- 2006 – Pièces pour violon seul (Transart Live)
- 2008 – Mendelssohn, Concertos pour violon 1 et 2 (Transart Live)
- 2009 – Les trilles du diable (Decca)
- 2010 – Beethoven, Sonates pour violon et piano 5, 7 et 8, avec Susan Manoff, piano (Decca)
- 2011 – Les cinq saisons (les quatre saisons de Vivaldi et "Spring in Japan", composition originale d'Alexander Sedlar) (Decca)
- 2013 – Après un rêve, avec Marielle Nordmann (Transart)
- 2013 – Paganini Fantasy (Deutsche Grammophon)
- 2014 – Carnets de Voyage (Deutsche Grammophon)
- 2014 – Journey East (Deutsche Grammophon)
- 2016 – Bach (Deutsche Grammophon)
- 2017 – Tchaikovsky: Violin concerto – Rococo Variations (Deutsche Grammophon)
- 2018 – Baïka (Deutsche Grammophon)
- 2020 – Essentials (Deutsche Grammophon)
- 2022 - Roots (Warner Classics)
- 2023 - Beethoven (Warner classics)
- 2024 - J.S. Bach (Warner classics)